# Iritație

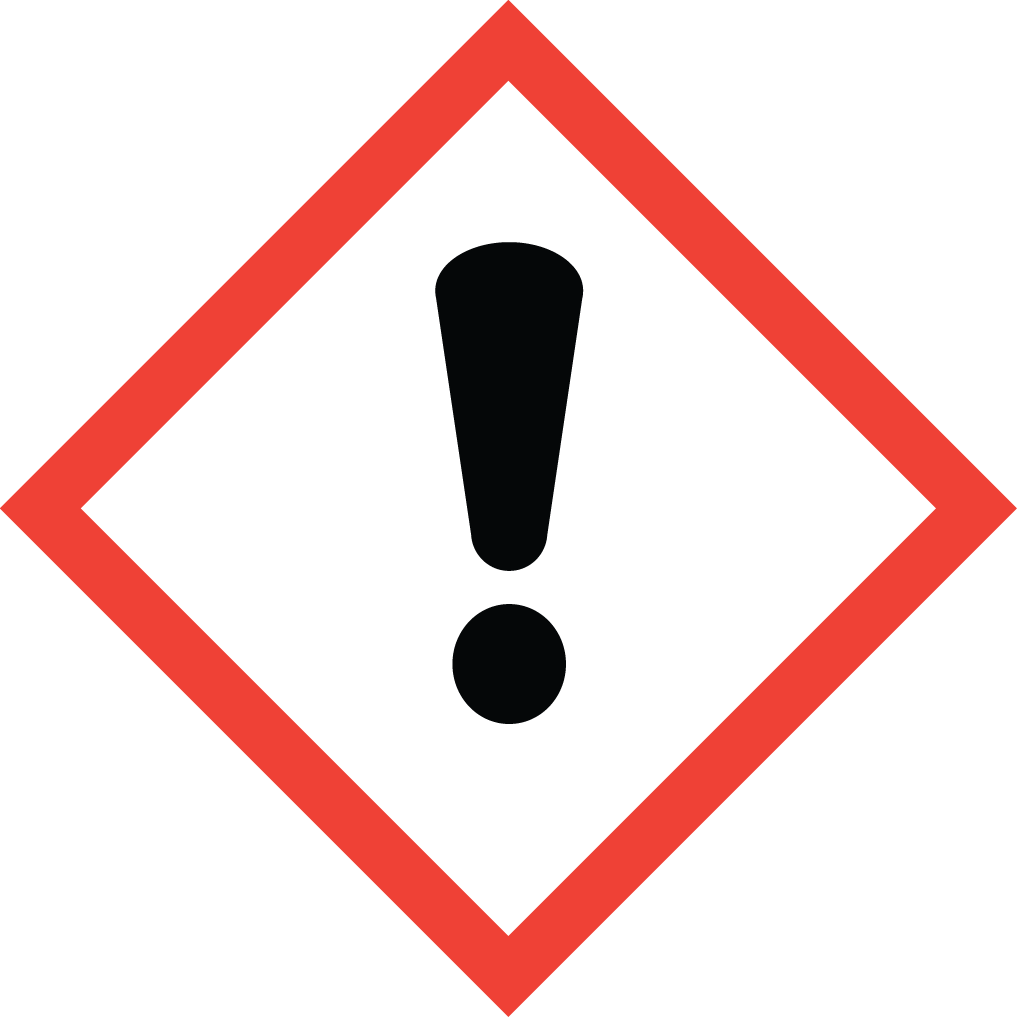
În universul OSHA, semnul exclamării înseamnă un iritant imediat pentru piele, ochi sau căi respiratorii sau narcotic.

Iritația, în biologie și în fiziologie, este o stare de inflamație, o reacție dureroasă la o alergie sau o degradare la nivelul mucoasei celulare. Un iritant este un stimul sau agent care induce starea de iritare. În general, iritanții sunt agenți chimici (de exemplu fenol și capsicină). O serie de stimuli mecanici, termali (căldură) și radiativi (de exemplu razele ultraviolete sau radiațiile ionizate) pot fi, de asemenea, iritanți. Termenul de iritație poate fi folosit fără a face referință la utilizarea clinică, referindu-se la dureri neplăcute și disconfort fizic sau psihologic.
Iritația poate fi, de asemenea, indusă de o anumită reacție alergică datorită expunerii la unii alergeni, de exemplu dermatita de contact, iritarea mucoasei membranelor și supurațiile purulente. Mucoasele sunt cel mai adesea afectate de iritații deoarece conține glande de secreție care secretă mucus, care, la rândul său, atrage alergenii datorită naturii lipicioase.
Iritarea cronică este un termen medical care arată că afecțiunea iritativă este prezentă de ceva timp. Există multe dereglări care pot cauza iritații cronice, majoritatea implicând pielea, vaginul, ochii și plămânii.

## Iritația în organismele vii
La organismele avansate, o reacție alergică poate fi cauza iritației. Totuși, un alergen este diferit de un iritant, deoarece alergia necesită o interacțiune specifică cu sistemul imunitar și este astfel dependent de sensibilitatea (posibil unică) a organismului implicat, în timp ce un iritant, în mod clasic, acționează într-o manieră nespecifică.
Iritația este o formă de stres, dar din contră, dacă cineva este stresat de probleme fără legătură, imperfecțiunile ușoare pot cauza mai multă iritare decât în mod normal: se spune despre acea persoană că este iritabilă sau iritată; vezi și sensibilitatea (umană) .
În organismele mai puțin avansate, starea de durere constă percepția stimulării, care nu este observabilă deși poate fi comună. (vezi teoria controlului porții al durerii ).

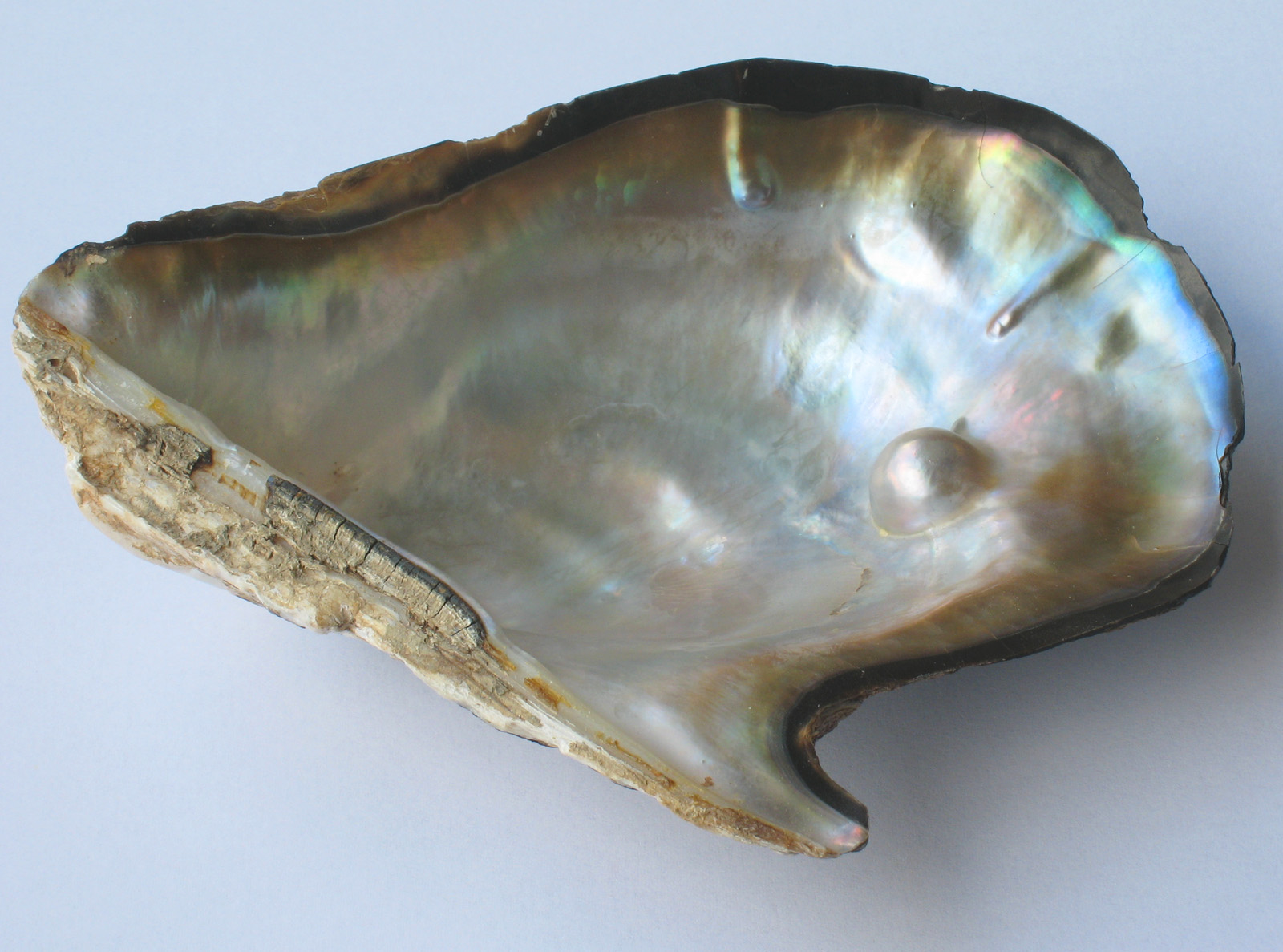
Scoică de mărgăritar

Nu este dovedit că stridiile pot simți durerea, dar se știe că acestea reacționează la iritanți. Când un obiect iritant se prinde în cochilia unei stridii, acesta depune straturi de carbonat de calciu (CaCO3), crescând încet în mărime și producând o perlă. Acesta este un mecanism de apărare, pentru a prinde un potențial iritant periculos, cum ar fi un parazit în interiorul cochiliei sau un atac din exterior, care rănesc țesutul mantalei. Stridia secretă o pungă de perle pentru a sigila iritarea.
S-a observat că o amidă evită să fie înțepată cu un ac, dar nu există destule dovezi care să sugereze cât de mult simt acest lucru. Iritarea este aparent singurul simț universal comun la toate organismele unicelulare. 
Se admite fără dovezi că majoritatea acestor ființe simt  durere, dar aceasta este o proiecție- empatie. Unii filosofi, în particular René Descartes, au negat acest fapt în totalitate, chiar și pentru mamifere mai evoluate, cum ar fi câinii sau primatele precum maimuțele. Descartes considera inteligența o condiție prealabilă pentru a simți durere. 

## Tipuri

### Iritația în zona ochilor

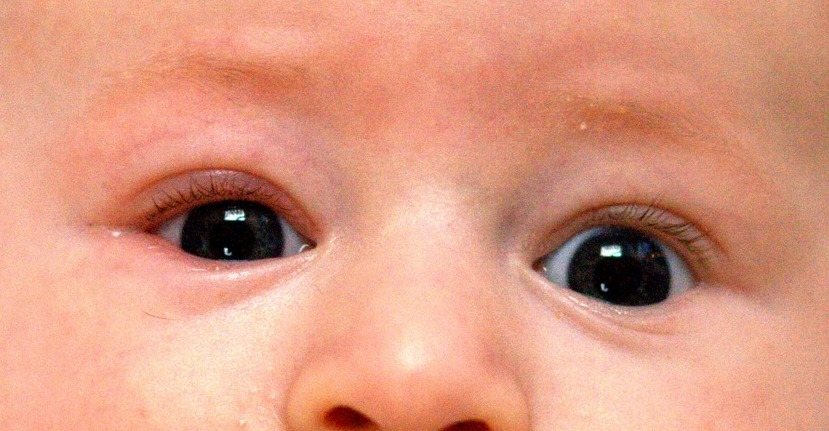
Sugar cu blefarită pe ochiul drept

Munca de birou modernă cu echipamente de birou a ridicat îngrijorări cu privire la efectele negative asupra sănătății.  Din anii 1970 până în prezent, rapoartele au demonstrat o legătură între simptomele mucoasei, ale pielii și ale simptomelor generale care implică lucrul cu hârtie care se autocopie. Emisiile de diverse substanțe, particule și volatile au fost sugerate ca având cauze specifice. Aceste simptome au fost legate de sindromul Sick Building, care implică simptome precum iritarea ochilor, a pielii și a căilor respiratorii superioare, cefalee și oboseală. 
De asemenea, ochiul o sursă de iritație cronică. Tulburări precum sindromul Sjögren, în care nu se secretă lacrimi, pot provoca o senzație de uscăciune a ochilor care este resimțită neplăcut. Sindromul este greu de tratat și râmene prezent pe tot parcursul vieții. Pe lângă lacrimile artificiale, există un medicament numit Restasis care poate ajuta la ameliorarea simptomelor. 
Blefarita este uscăciune și mâncărime la nivelul pleoapelor superioare. Afecțiunea aceasta apare adesea la tineri și poate duce la ochi uscați roșiatici și sprâncene cu piele ușor solzoasă. Ameliorarea senzației de mâncărime, este posibilă prin aplicarea de comprese calde și utilizarea de creme corticosteroide topice.

### Iritația cutanată

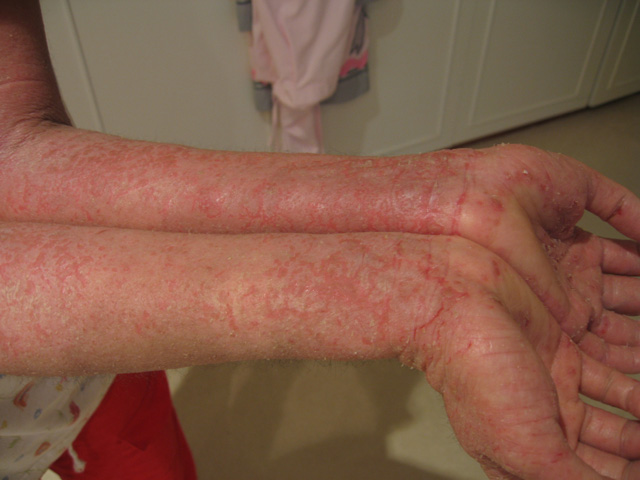
Eczeme brațe

Eczema este o altă cauză a iritației cronice și afectează milioane de indivizi. Eczema înseamnă pur și simplu o piele uscată ce prezintă mâncărime. Această condiție începe de obicei la o vârstă fragedă și continuă pe tot parcursul vieții. Majoritatea persoanelor care suferă de eczeme se plâng de o mâncărime a pielii uscate. Mâncărimea poate fi asociată uneori cu o erupție pe piele. Zonele afectate sunt întotdeauna uscate, solzoase, roșiatice și uneori pot supura. Deși eczema nu poate fi vindecată, simptomele acesteia pot fi controlate. Este recomandată folosirea cremelor hidratante, a compreselor reci și evidarea dușurilor fierbinți. Există creme contra corticosteroizi care pot fi aplicate. Poate fi utilizat un antihistaminic uneori pentru a preveni senzațiile cronice de mâncărime. Există, de asemenea, multe persoane care au alergii la o serie întreagă de substanțe, cum ar fi nucile, părul, mătreață, plantele și materialele textile. Pentru aceste persoane, chiar și expunerea minimă poate duce la erupții cutanate, mâncărime, respirație șuierătoare și tuse. Din păcate, există  un tratament, înafară de evitarea alergenilor. Există injecții pentru ameliorarea alergică care pot ajuta la desensibilizarea împotriva alergenului, dar de cele mai multe ori rezultatele sunt slabe și tratamentele sunt scumpe. Majoritatea acestor persoane cu iritație cronică de la alergeni trebuie să ia de obicei antihistaminice sau să utilizeze un bronhodilatator pentru a ameliora simptomele. 
O altă tulburare de iritația frecventă la femei este intertrigo . Această tulburare este asociată cu iritație cronică sub pliurile pielii. Acestă poate fi observat sub sânii mari, în zona inghinală și în pliurile abdomenului la persoanele obeze. De asemenea, transpirația este un tip de iritație cronică, care poate fi foarte enervantă. Pe lângă faptul că este inacceptabil din punct de vedere social, sudoarea pătează hainele și poate prezenta un miros urât. La unii indivizi, zonele calde și umede se infectează adesea cu ușurință. Cea mai bună modalitate de a trata transpirația în exces este igiena bună, schimbarea frecventă a hainelor și utilizarea deodorantelor.

### Iritația vaginală

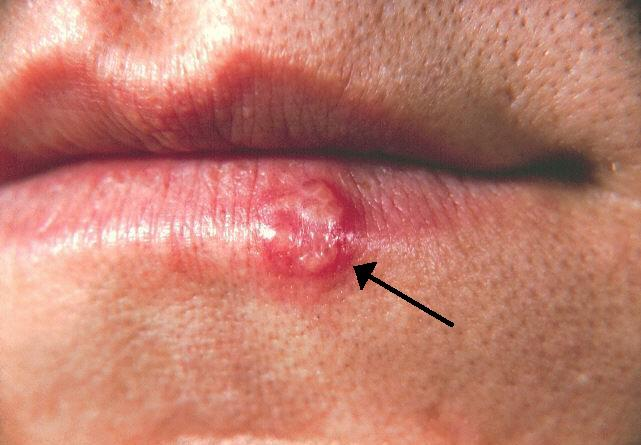
Leziunea herpesului simplex al buzei inferioare, a doua zi după debut

Una dintre cele mai asociate părți ale corpului cu iritația este vaginul. Multe femei se plâng de mâncărime, uscăciune, sau secreții în zona perineului la un moment dat în viața lor. Există diverse cauze care duc la la iritarea vaginului, inclusiv vaginita fungică (precum candidoza) sau trichomoniaza. De obicei, infecția herpesului simplex a gurii sau a organelor genitale poate fi recurentă și extrem de iritant. Uneori, iritația poate fi de tip cronic și poate fi atât de intensă că poate cauza, de asemenea, raporturi sexuale dureroase. În afară de infecții, iritațiile cronice a le vaginului pot fi cauzate de  folosirea contraceptivelor și a prezervativelor făcute din latex. Majoritatea contraceptivelor sunt făcute din chimicale sintetice care pot provoca alergii, erupție și mâncărime. Uneori lubrifiantul folosit în relațiile intime mai poate cauza iritarea. O altă cauză a iritației la femeile este menopauza. Scăderea hormonilor la femei conduce la dezvoltarea uscăciunii să a mâncărimii în vagin. Aceasta este adesea acompaniată de relații sexuale dureroase. Fisuri și rupturi se dezvoltă adesea pe exteriorul labiei, care devine roșie de la scărpinatul cronic.Menopauza post vaginală poate fi tratată prin folosirea pentru o scurtă durată a pesariului vaginal cu estrogen și folosirea unei creme hidratante.

### Iritația pulmonară

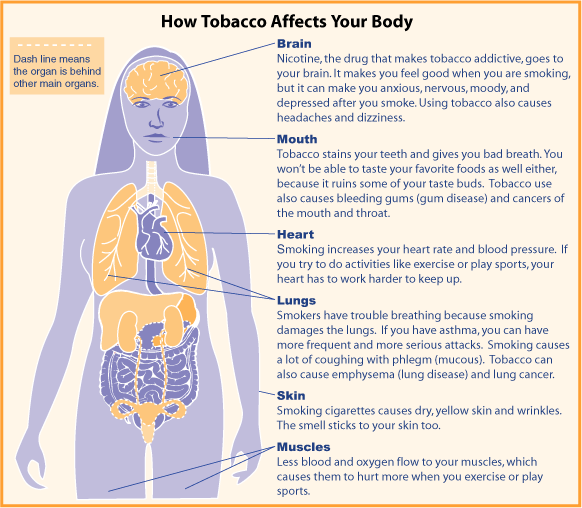
Cum vă afectează tutunul corpul

Persoanele care fumează sau sunt expuse smogului sau altor poluanți aerieni pot contracta o condiție cunoscută ca BPOC . În această tulburare, există o iritare constantă a tuburilor respiratorii (traheea) și a bronhiilor. Iritarea constantă rezultă în secreții în exces de mucus care împiedică respirația normală. De obicei, indivizii afectați se trezesc dimineața cu cantități abundente de mucus urât mirosător și o tuse care durează toată ziua. BPOC este o condiție medicală ce nu are tratament și care este prezentă toată viața. Sibilul și flegma sunt  simptome comune. BPOC este o condiție medicală pentru care nu există tratament și care durează toată viața. Eventual, majoritatea persoanelor afectate dezvoltă pneumonie recurentă, apare lipsa oricărui fel de rezistență, și nu pot lucra productiv. Una dintre modalitățile prin care se evita bronșita cronică este prin renunțarea la fumat sau prin evitarea fumatului în general. 

### Iritația gastrică
Gastrita sau stomacul supărat este o tulburare iritantă comună care afectează milioane de oameni. Gastrita este, în principal, inflamarea mucoasei stomacului și aceasta poate apărea din mai multe cauze. Fumatul, consumul excesiv de alcool și utilizarea medicamentelor antiinflamatoare nesteroidiene (AINS), cum ar fi ibuprofenul, reprezintă cauzele majore ale gastritei. Cele mai comune simptome ale gastritei includ durere abdominală puternică care poate ajunge până la coloană. Aceasta poate fi asociată cu greață, vărsături, balonare abdominală și lipsa poftei de mâncare. Când starea acestei boli se înrăutățește poate rezulta și scaune cu sângerări. Această condiție medicală poate dispărea și apărea în timp deoarece majoritatea oamenilor continuă să consume băuturi AINS . Tratamentul include utilizarea antiacidelor sau a medicamentelor care neutralizează acidul, antibioticelor, sau prin evitarea mâncărilor picante și al alcoolului. . 